# Nesobasis ingens
Nesobasis ingens là một loài chuồn chuồn kim trong họ Coenagrionidae.
Nesobasis ingens được Donnelly miêu tả khoa học năm 1990.